# Mauritius Broadcasting Corporation
Pour les articles homonymes, voir MBC.
La Mauritius Broadcasting Corporation ou MBC (litt. « Société de radiodiffusion mauricienne »), est la société nationale de radio-télévision de Maurice. Elle diffuse des programmes de radio et de télévision en anglais, français, hindi, créole et chinois sur l'île principale et sur l'île Rodrigues. 

## Histoire
Elle prend son nom actuel le 8 juin 1964. Avant cette date, elle porte le nom de Mauritius Broadcasting Service.
La MBC est administrée par un conseil de sept membres. Un directeur général est chargé de l'application de la politique définie par le conseil et de la gestion de la MBC. Il dirige un établissement d'environ 500 personnes.

## Description
On estime respectivement à 450 000 et 265 000 le nombre de postes de radio et de télévision sur les îles Maurice et Rodrigues au 30 juin 1999. 
Le MBC tire ses revenus pour 60 % de taxes et pour 40 % de la publicité. Une taxe mensuelle est payable par tous les abonnés à l'électricité qui possèdent un poste de télévision.
Du fait de sa position géographique et de son histoire, la MBC a adhéré à plusieurs associations de diffuseurs :
- L'Association des Radios et Télévisions de l’Océan Indien (ARTOI).
- La Commonwealth Broadcasting Association (CBA).
- L'Union Européenne de Radiodiffusion (UER/EBU).
- L'Asian Broadcasting Union (ABU).
- La South African Broadcasting Association (SABA).
- Le Conseil International des Radios-Télévisions d’Expression Française (CIRTEF).
- L'INA.

## Activités

### Radio
- MBC Radio Maurice
- MBC Radio Mauritius
- MBC Kool FM
- Taal FM

### Télévision
- MBC 1
- MBC 2
- MBC 3 (Découverte et Science)
- MBC Sat
- MBCVision
- MBC Digital 4
- ZOOM
- Knowledge channel
- Sports
- cine12
- MBC Digital 13 (marathi)
- MBC Digital 14 (tamoul)
- MBC Digital 15 (télougou)
- MBC Digital 16 (ourdou)
- MBC Digital Tourisme et culture
- MBC Digital 18